# 陸瑜 (明朝)
陆瑜（1409年—1489年），字廷玉，号省庵，浙江鄞县城内月湖边人。明朝政治人物。天順、成化間官至刑部尚書。

## 生平
宣德七年（1432年）舉壬子科浙江鄉試第九名。宣德八年（1433年）參加癸丑科會試第五十一名，殿試登進士第二甲第三十二名，授刑部山西司主事，升员外郎。正统九年（1444年），受命与郎中郭恂审察南北直隶狱囚，巡行淮扬十七郡，审核释放无罪囚犯上百人，升任郎中。景泰二年（1451年），擢山东右布政使，转左。天顺二年（1458年）升刑部尚书。成化五年（1469年）致仕，弘治二年（1489年）卒，谥康僖。

## 著作
著有《笑苑》、《薇垣稿》、《秋台稿》、《晚翠稿》等。

## 家族
唐朝名相陸贄之後，曾祖陸得明。祖父陸睿。父陸應吉。